# Wrecking Crew
Pour le quatuor de super-vilains de Marvel Comics, voir Démolisseurs.
 (octobre 2019).
Si vous disposez d'ouvrages ou d'articles de référence ou si vous connaissez des sites web de qualité traitant du thème abordé ici, merci de compléter l'article en donnant les références utiles à sa vérifiabilité et en les liant à la section « Notes et références ».
Wrecking Crew est un jeu vidéo développé par Nintendo R&D1 et Intelligent Systems et édité par Nintendo.
Le joueur contrôle Mario, lequel doit détruire toutes les briques d'un bâtiment sans se faire toucher par les ennemis et éviter Spike, le méchant du jeu.
Il s'agit du premier jeu imaginé par Yoshio Sakamoto.

## Versions
Il existe plusieurs versions et portages de Wrecking Crew :
- 1984 : arcade - sous le nom Vs. Wrecking Crew
- 1985 : Nintendo Entertainment System
- 1989 : Famicom Disk System
- 1998 : Super Nintendo - sous le nom Wrecking Crew '98 qui comprend le jeu de 1985 sorti sur NES et un jeu de puzzle.
- 2004 : Game Boy Advance - Réédition du jeu dans la collection Famicom Mini (seulement au Japon)
- 2011 : Nintendo 3DS - Réédition du jeu dans le Programme Ambassadeurs.

## DansSuper Smash Bros.
Wrecking Crew est un stage dans Super Smash Bros. for Wii U et Super Smash Bros. Ultimate qui reprend les mêmes principes que le jeu original mais sans les ennemis.

## DansSuper Mario Bros. le film
Wrecking Crew est une entreprise dirigée par Spike qui est aussi l'ancien employeur de Mario et Luigi dans le film car ces derniers ont démissionnés pour fonder leur propre entreprise de plomberie et Spike comme dans le jeu, est un antagoniste avec Mario.